# Chromodoris
Genre
Chromodoris est un genre de nudibranches de la famille des Chromodorididae.

## Description
Les représentants de ce genre mesurent jusqu'à 15 cm de long et peuvent peser jusqu'à 400 g. De forme ronde ou ovale et très colorés, ils sont en général toxiques. Ils disposent de deux tentacules à l'avant leur permettant de se nourrir en broutant à la manière des escargots mais aussi de se repérer dans l'espace. Leurs branchies se trouvent à l'arrière de leur dos. Ils se nourrissent des éponges sur lesquelles ils vivent.
Certains Chromodoris se retrouvent quelquefois dans les aquariums marins, que ce soit intentionnel ou en tant que « passager clandestin » par suite de la collecte de coraux ou de roches. Ils peuvent vivre plusieurs mois en captivité mais leur mort peut empoisonner les habitants de l'aquarium entier.

## Liste des espèces
Selon World Register of Marine Species (11 janvier 2016) :
- Chromodoris africana Eliot, 1904
- Chromodoris aila Er. Marcus, 1961
- Chromodoris albolimbata Bergh, 1907
- Chromodoris albonotata Bergh, 1875
- Chromodoris alternata (Burn, 1957)
- Chromodoris ambigua Rudman, 1987
- Chromodoris annae Bergh, 1877
- Chromodoris aspersa (Gould, 1852)
- Chromodoris barnardi (Collingwood, 1868)
- Chromodoris bimaensis Bergh, 1905
- Chromodoris boucheti Rudman, 1982
- Chromodoris briqua Marcus & Burch, 1965
- Chromodoris buchananae Gosliner & Behrens, 2000
- Chromodoris burni Rudman, 1982
- Chromodoris camoena Bergh, 1879
- Chromodoris cardinalis Bergh, 1880
- Chromodoris citrina Bergh, 1874
- Chromodoris colemani Rudman, 1982
- Chromodoris dianae Gosliner & Behrens, 1998
- Chromodoris dictya Er. Marcus & Ev. Marcus, 1970
- Chromodoris elisabethina Bergh, 1877
- Chromodoris euelpis Bergh, 1907
- Chromodoris fentoni Valdés, Gatdula, Sheridan & Herrera, 2011
- Chromodoris grahami T. E. Thompson, 1980
- Chromodoris hamiltoni Rudman, 1977
- Chromodoris inconspicua Eliot, 1904
- Chromodoris inopinata Bergh, 1905
- Chromodoris joshi Gosliner & Behrens, 1998
- Chromodoris kuiteri Rudman, 1982
- Chromodoris lapinigensis Bergh, 1879
- Chromodoris lata Risbec, 1928
- Chromodoris lentiginosa Pease, 1871
- Chromodoris lineolata (van Hasselt, 1824)
- Chromodoris lochi Rudman, 1982
- Chromodoris magnifica (Quoy & Gaimard,, 1832)
- Chromodoris mandapamensis Valdés, Mollo & Ortea, 1999
- Chromodoris mariana Bergh, 1890
- Chromodoris marpessa Bergh, 1905
- Chromodoris michaeli Gosliner & Behrens, 1998
- Chromodoris mollita Abraham, 1876
- Chromodoris nodulosa Bergh, 1905
- Chromodoris nona (Baba, 1953)
- Chromodoris ophthalmica Bergh, 1905
- Chromodoris orientalis Rudman, 1983
- Chromodoris pantharella Bergh, 1879
- Chromodoris papulosa Bergh, 1905
- Chromodoris paulomarcioi Domínguez, García & Troncoso, 2006
- Chromodoris paupera Bergh, 1877
- Chromodoris perola Ev. Marcus, 1976
- Chromodoris porcata Bergh, 1889
- Chromodoris pustulans Bergh, 1877
- Chromodoris quadricolor (Rüppell & Leuckart, 1830)
- Chromodoris roseopicta Verrill, 1900
- Chromodoris rudolphi Bergh, 1880
- Chromodoris splendens Eliot, 1904
- Chromodoris sponsa (Ehrenberg, 1831)
- Chromodoris striatella Bergh, 1877
- Chromodoris strigata Rudman, 1982
- Chromodoris tenuilinearis Farran, 1905
- Chromodoris tenuis Collingwood, 1881
- Chromodoris thompsoni Rudman, 1983
- Chromodoris trouilloti Risbec, 1928
- Chromodoris venusta Bergh, 1905
- Chromodoris virginea Bergh, 1877
- Chromodoris westraliensis (O'Donoghue, 1924)
- Chromodoris willani Rudman, 1982

## Galerie

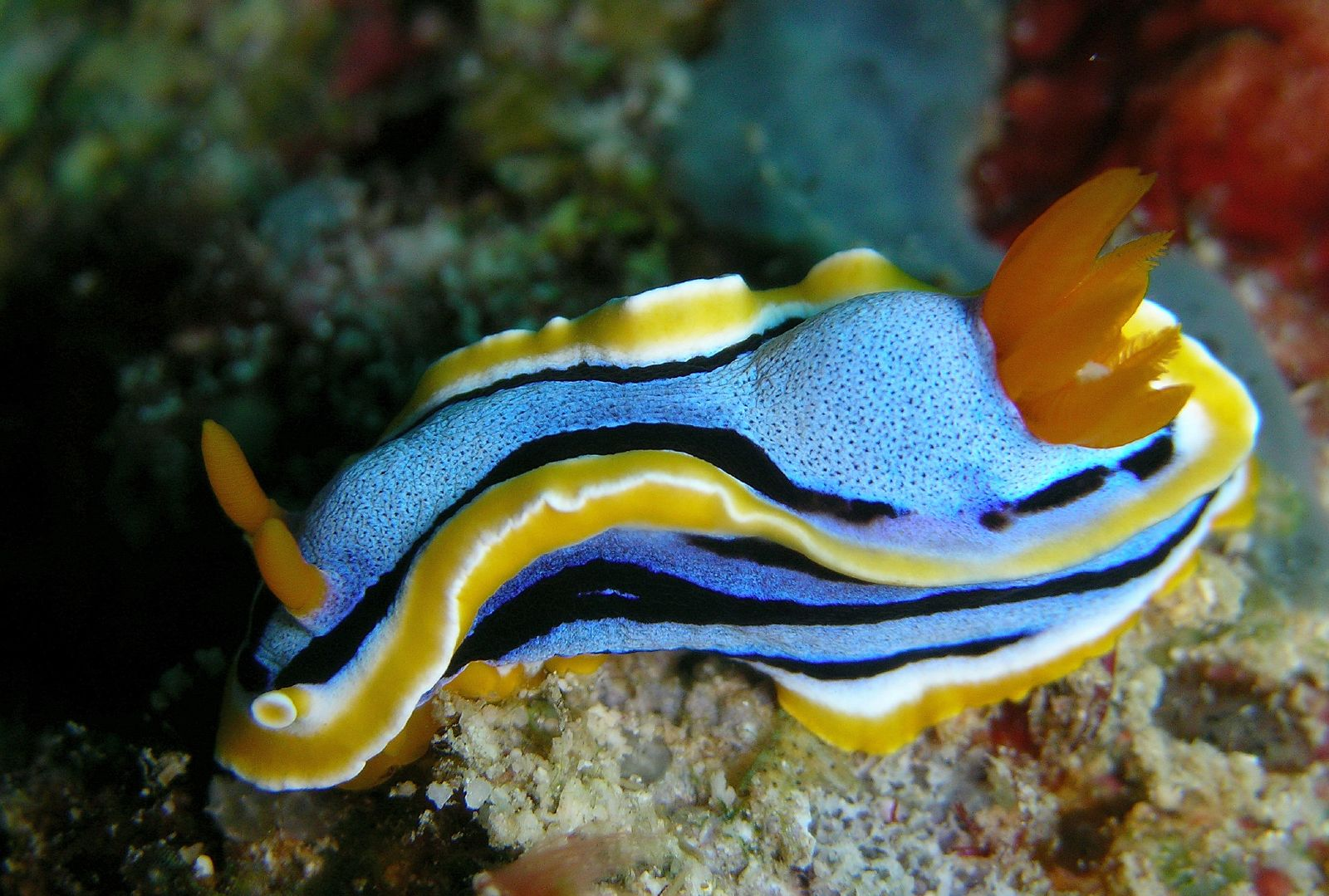
Chromodoris annae
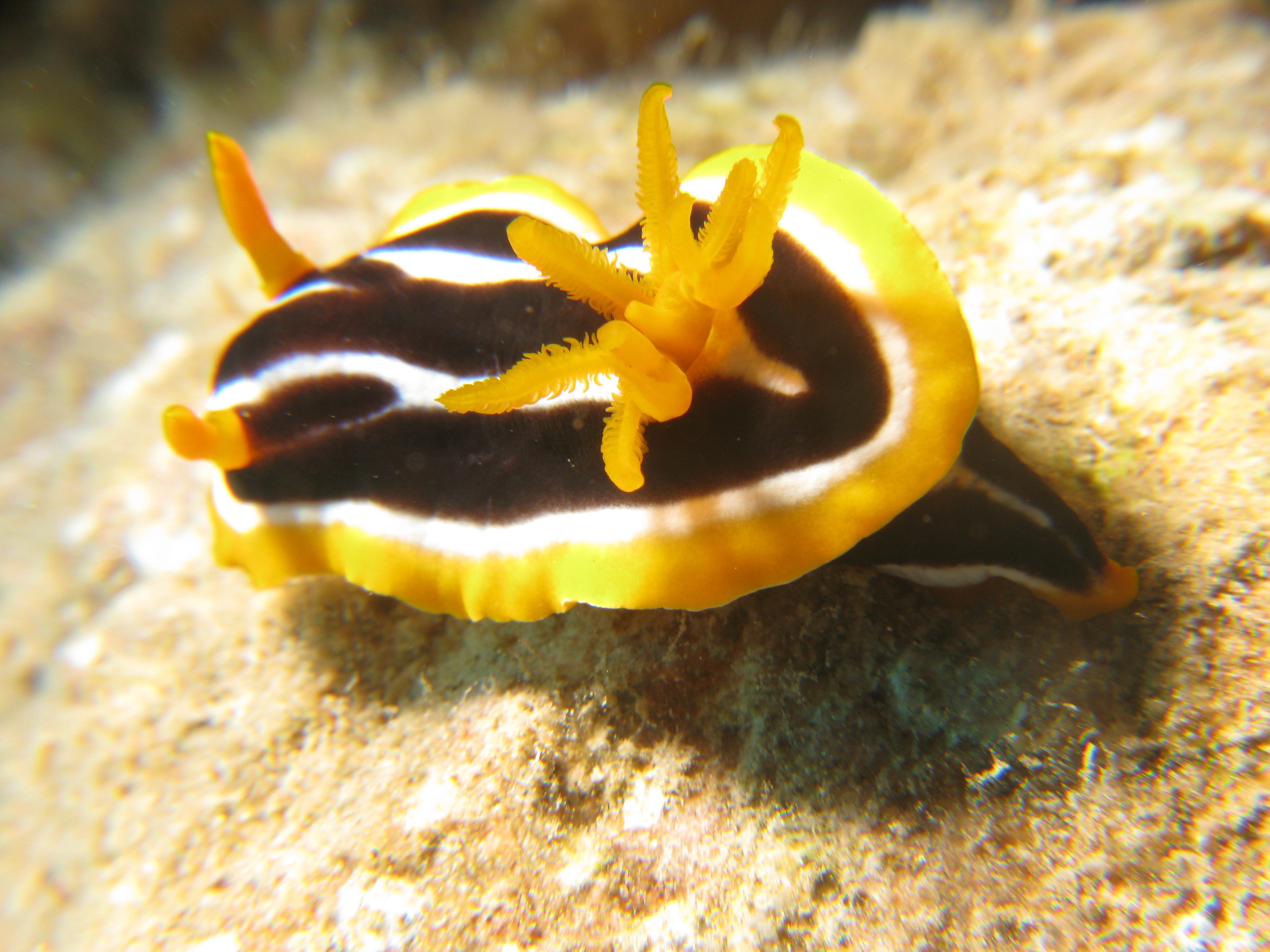
Chromodoris africana
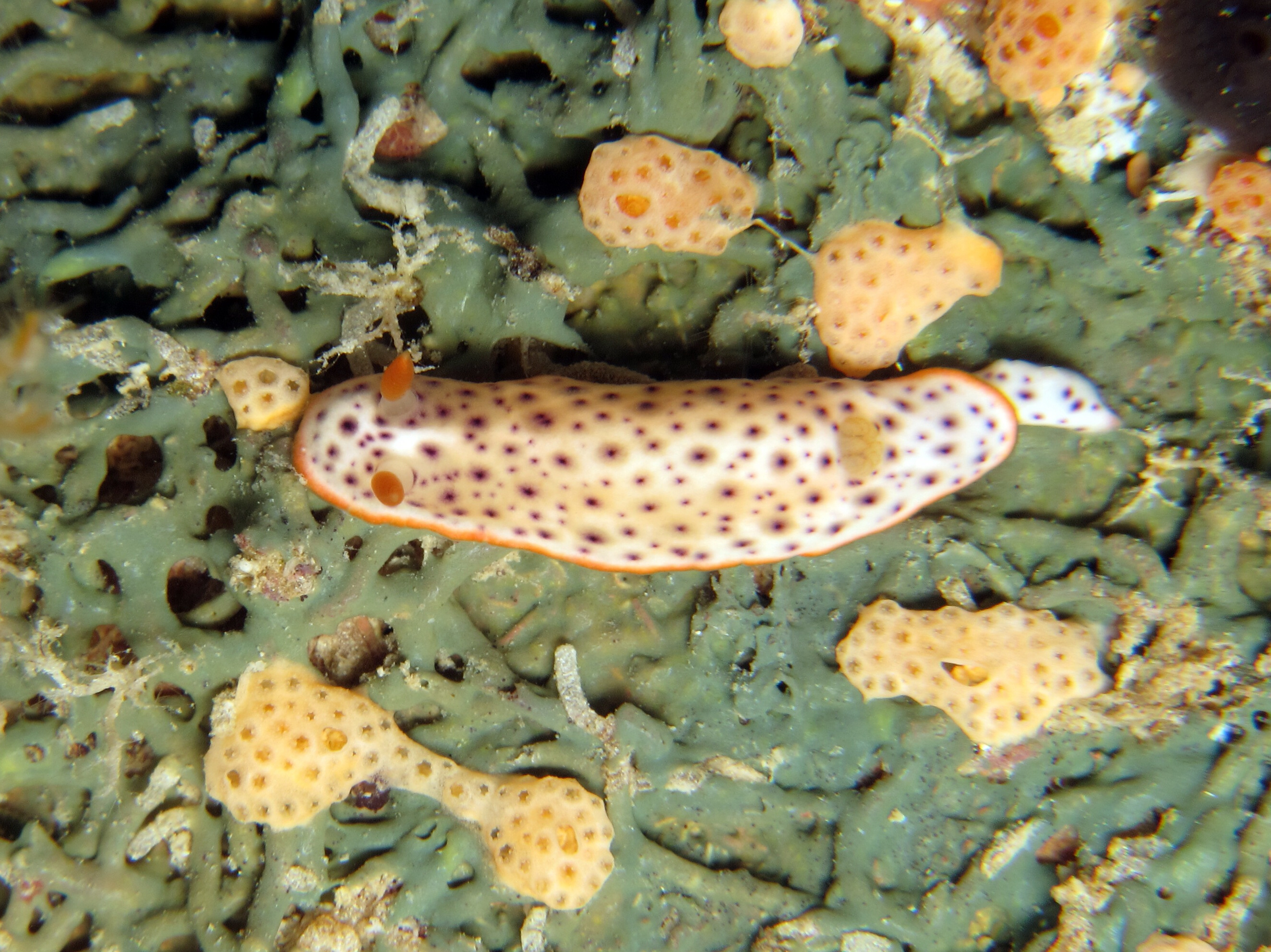
Chromodoris aspersa
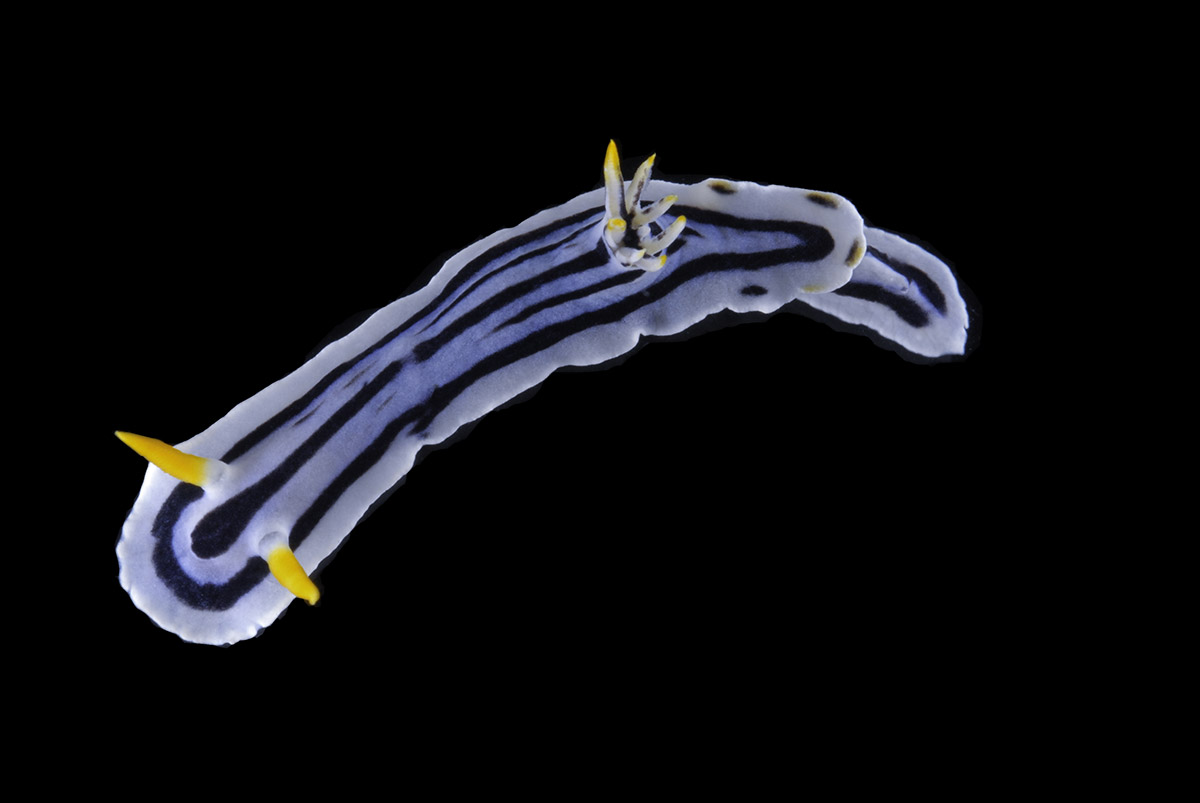
Chromodoris boucheti
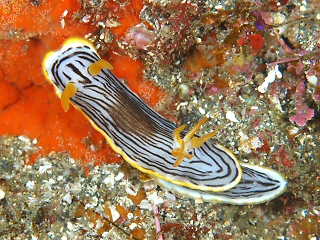
Chromodoris burni
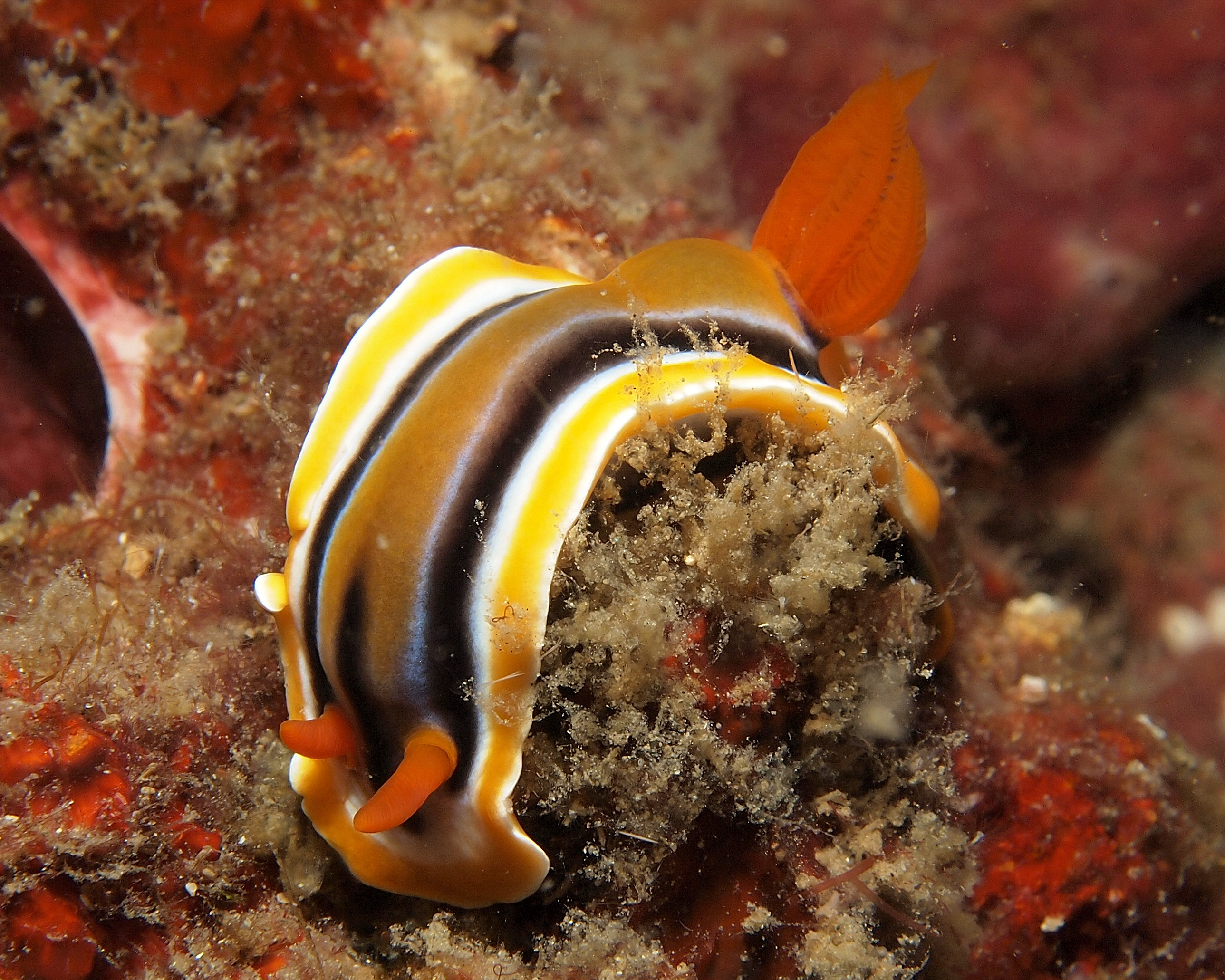
Chromodoris colemani
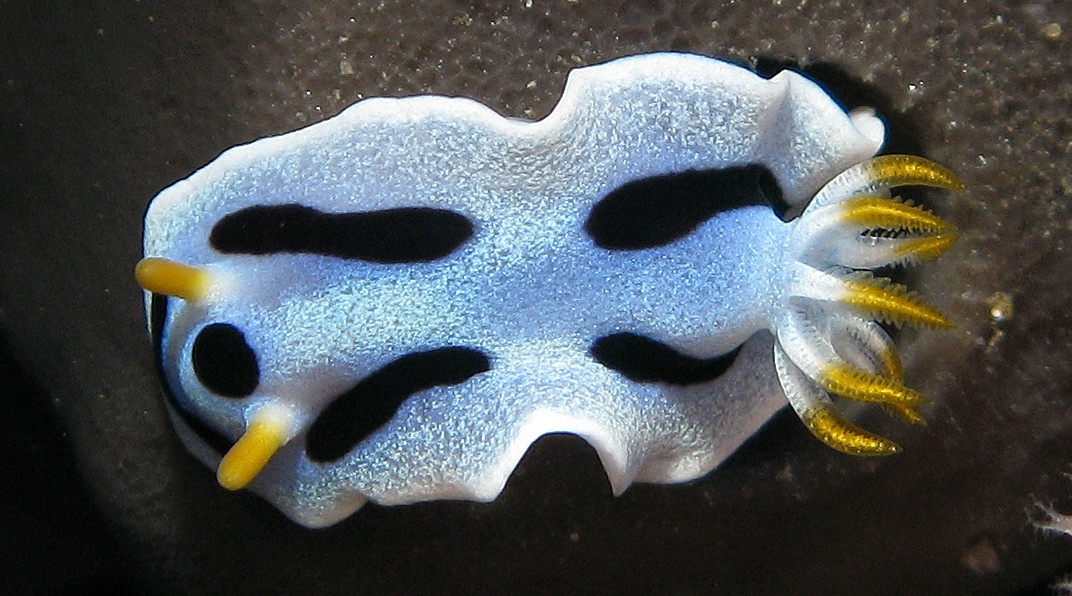
Chromodoris dianae
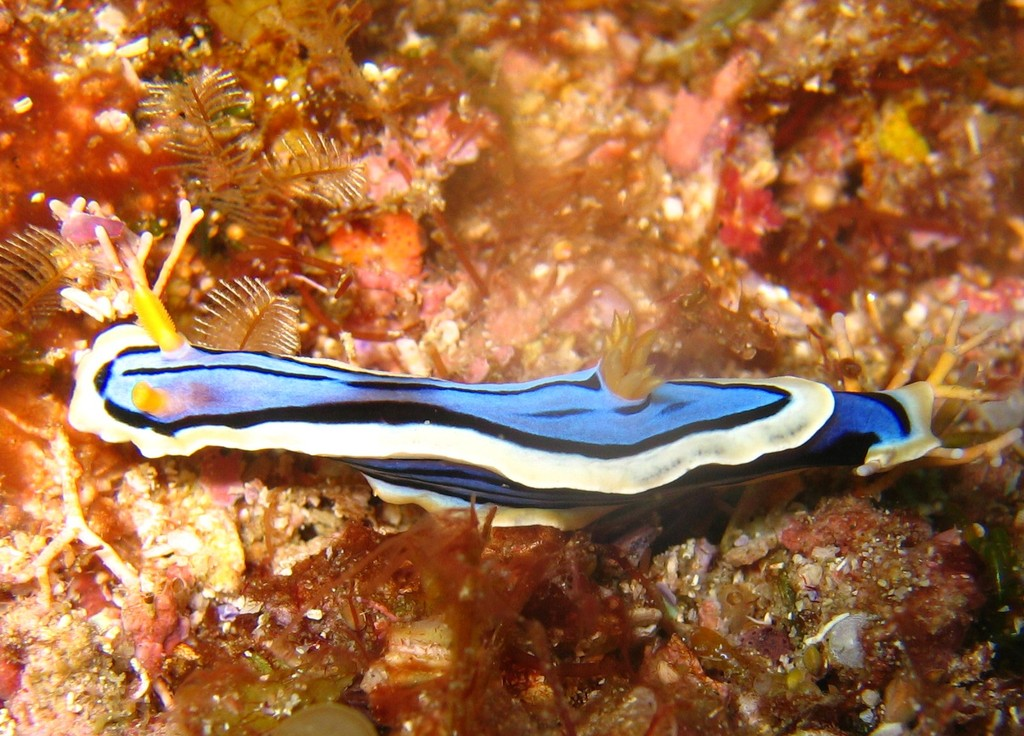
Chromodoris elisabethina
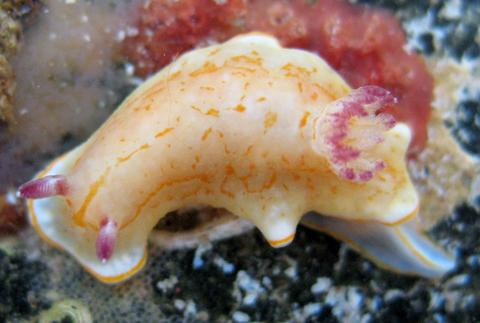
Chromodoris grahami
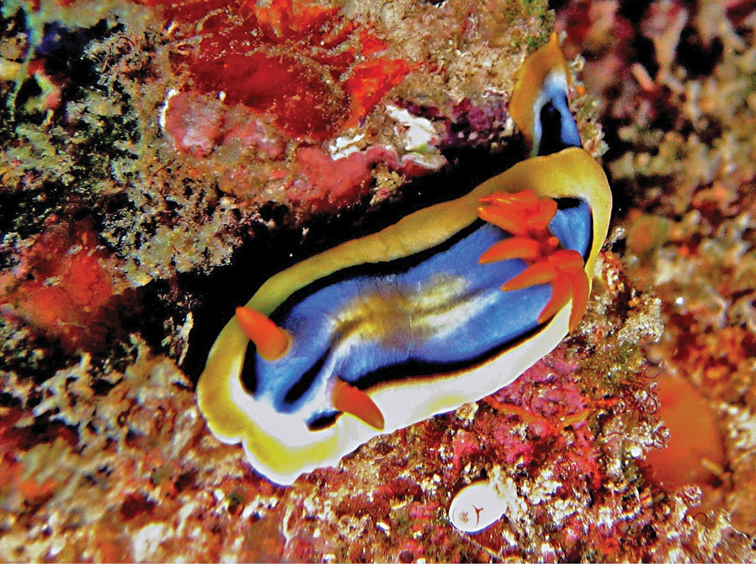
Chromodoris hamiltoni
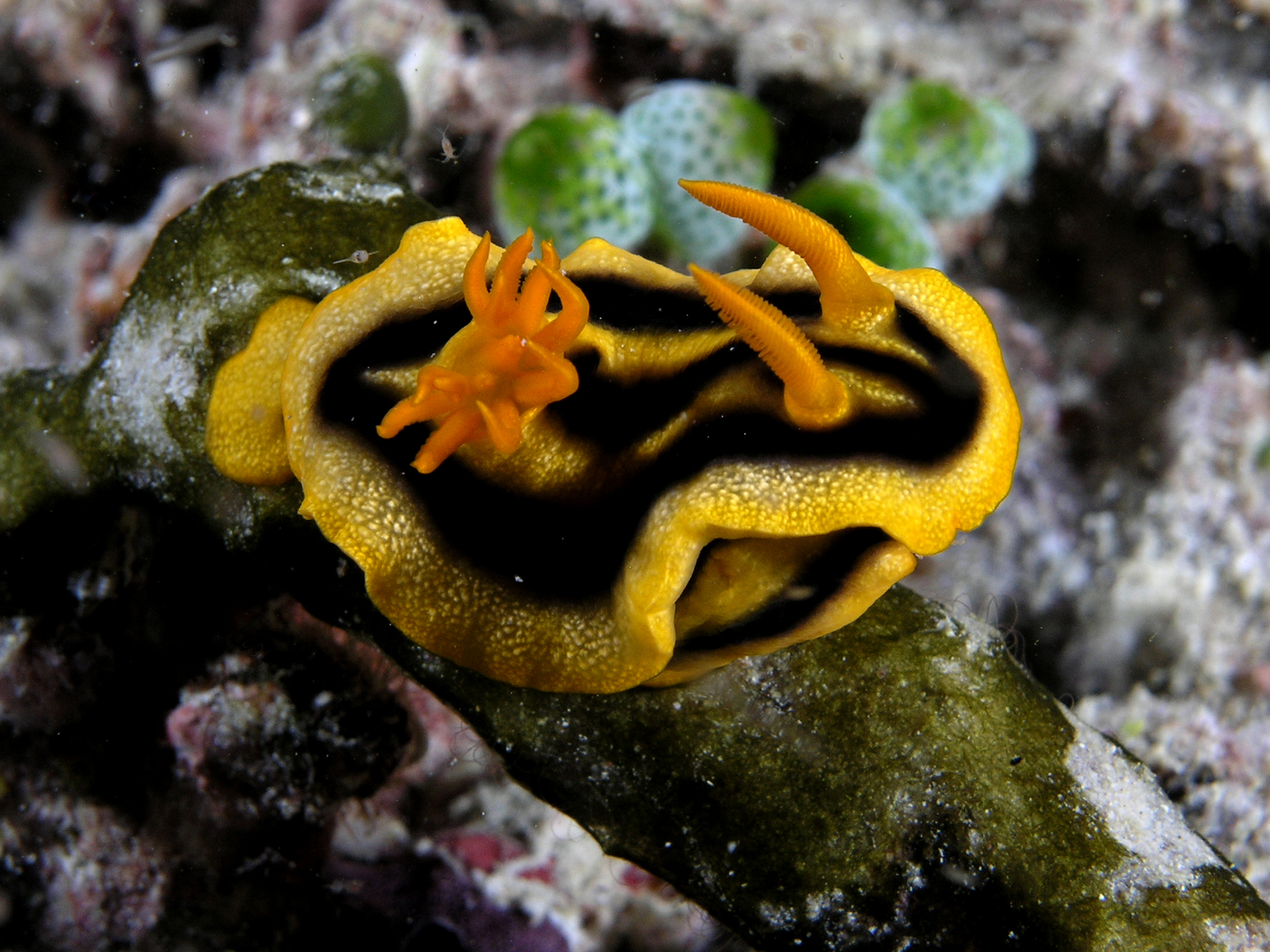
Chromodoris joshi
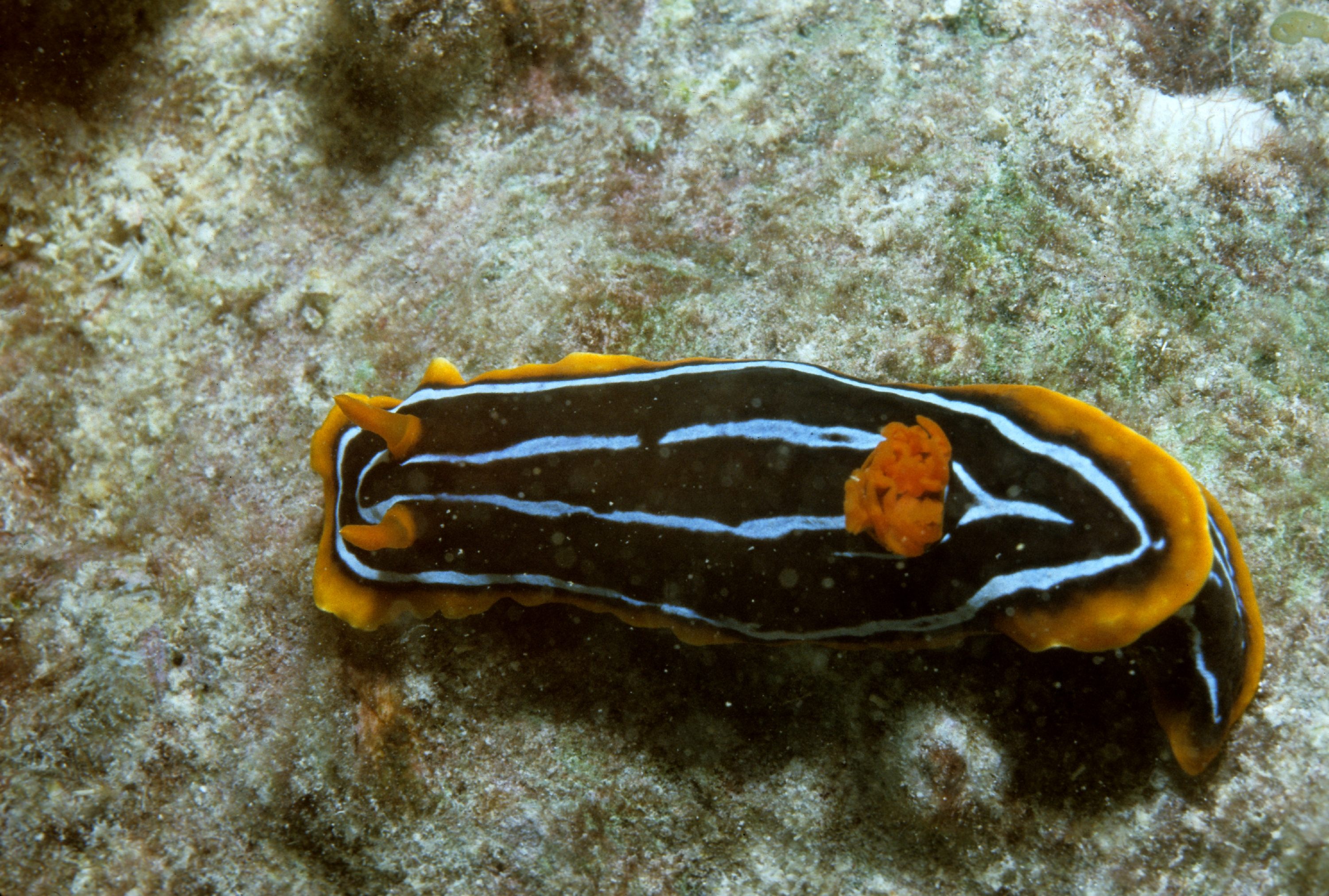
Chromodoris kuiteri
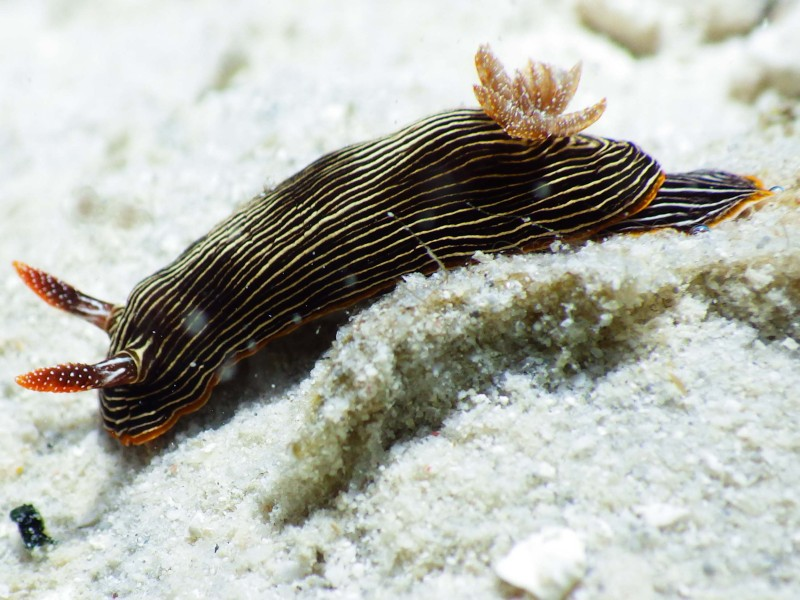
Chromodoris lineolata
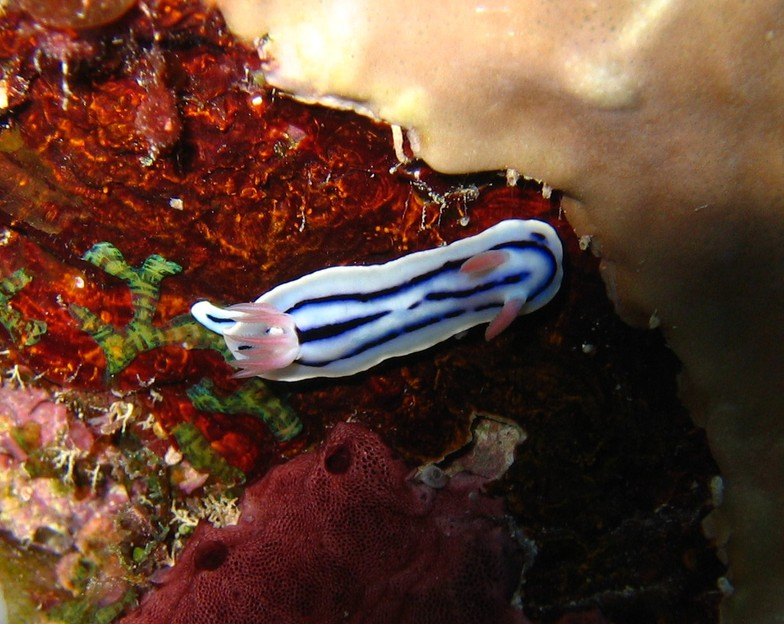
Chromodoris lochi
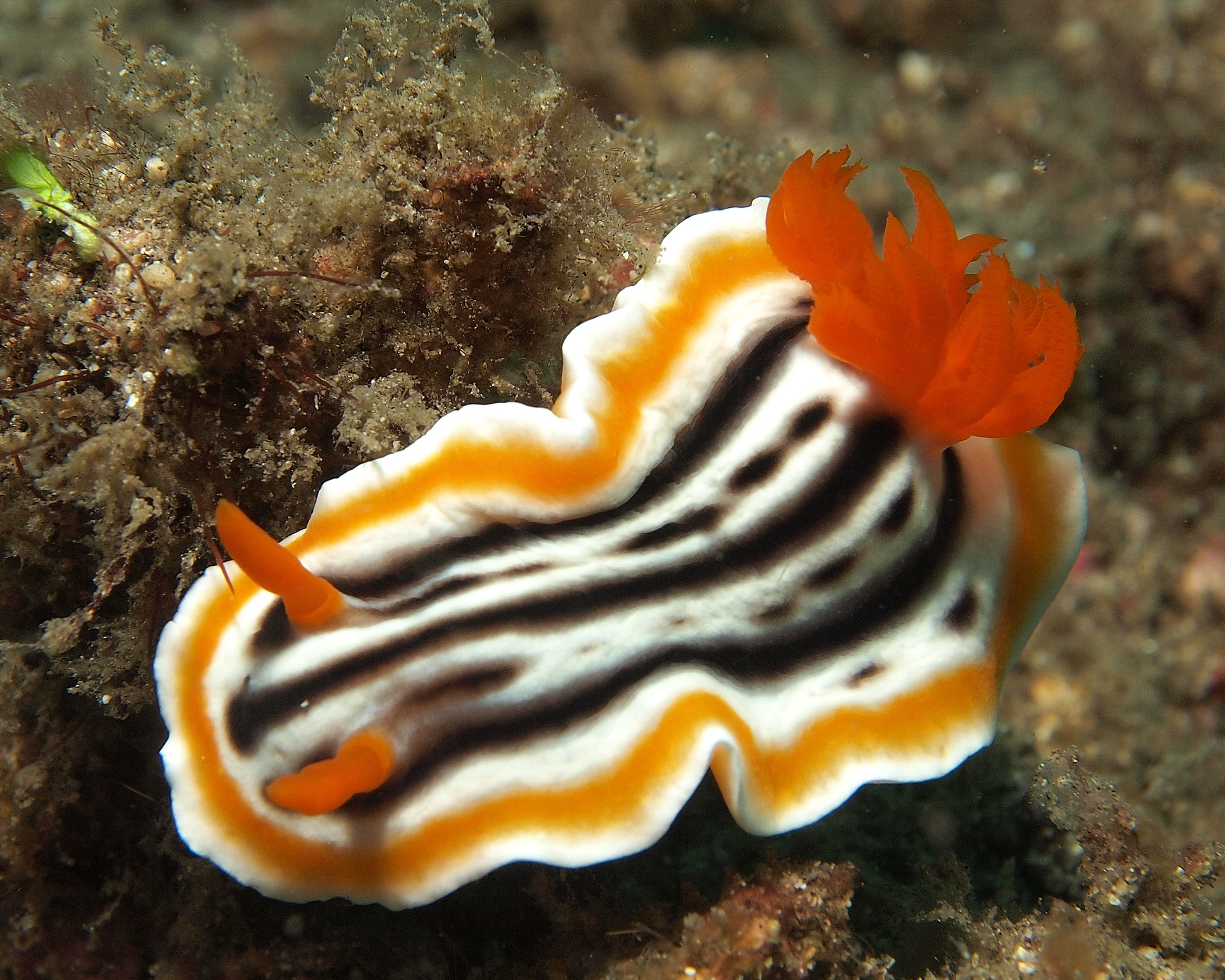
Chromodoris magnifica
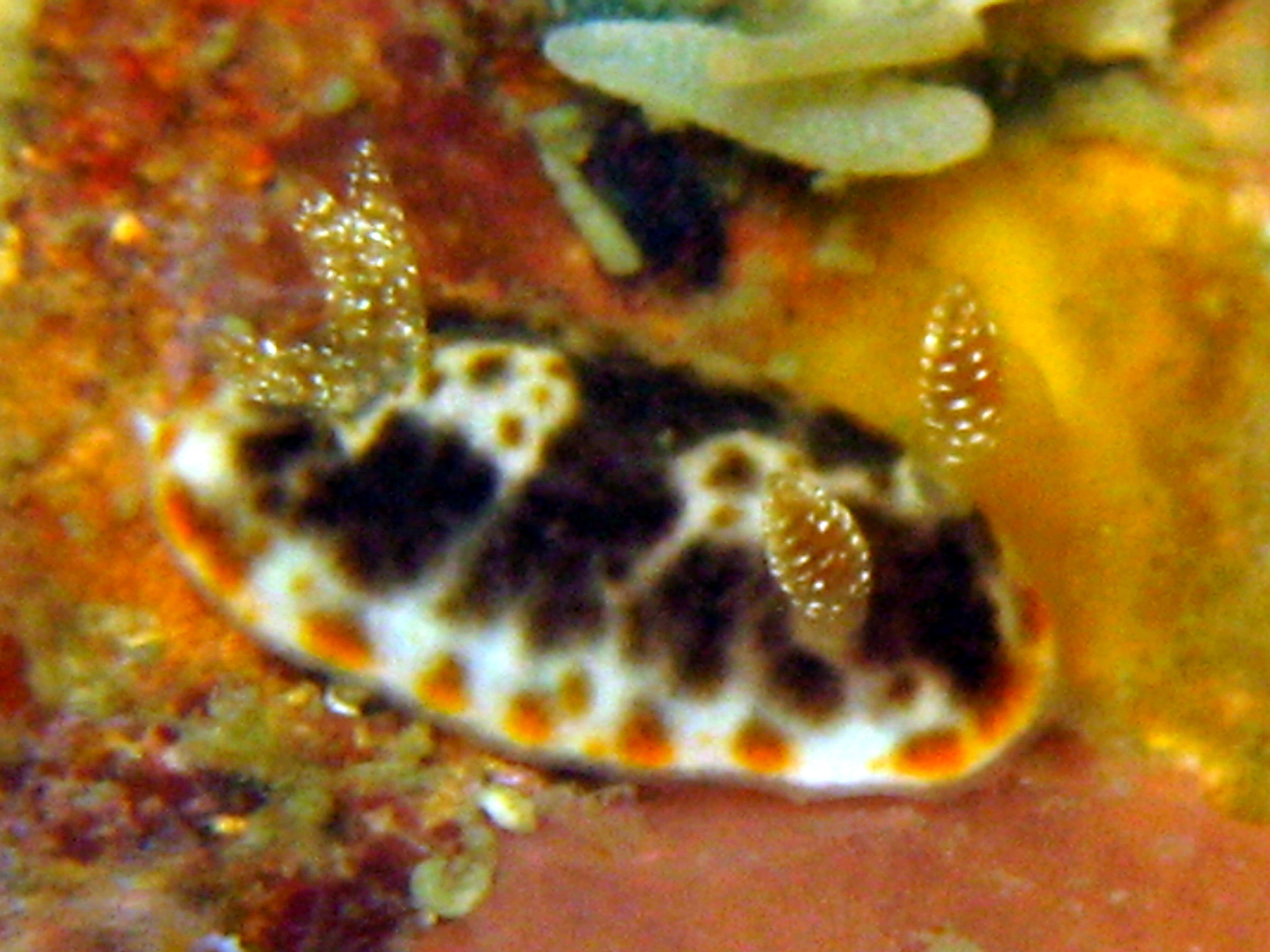
Chromodoris mandapamensis
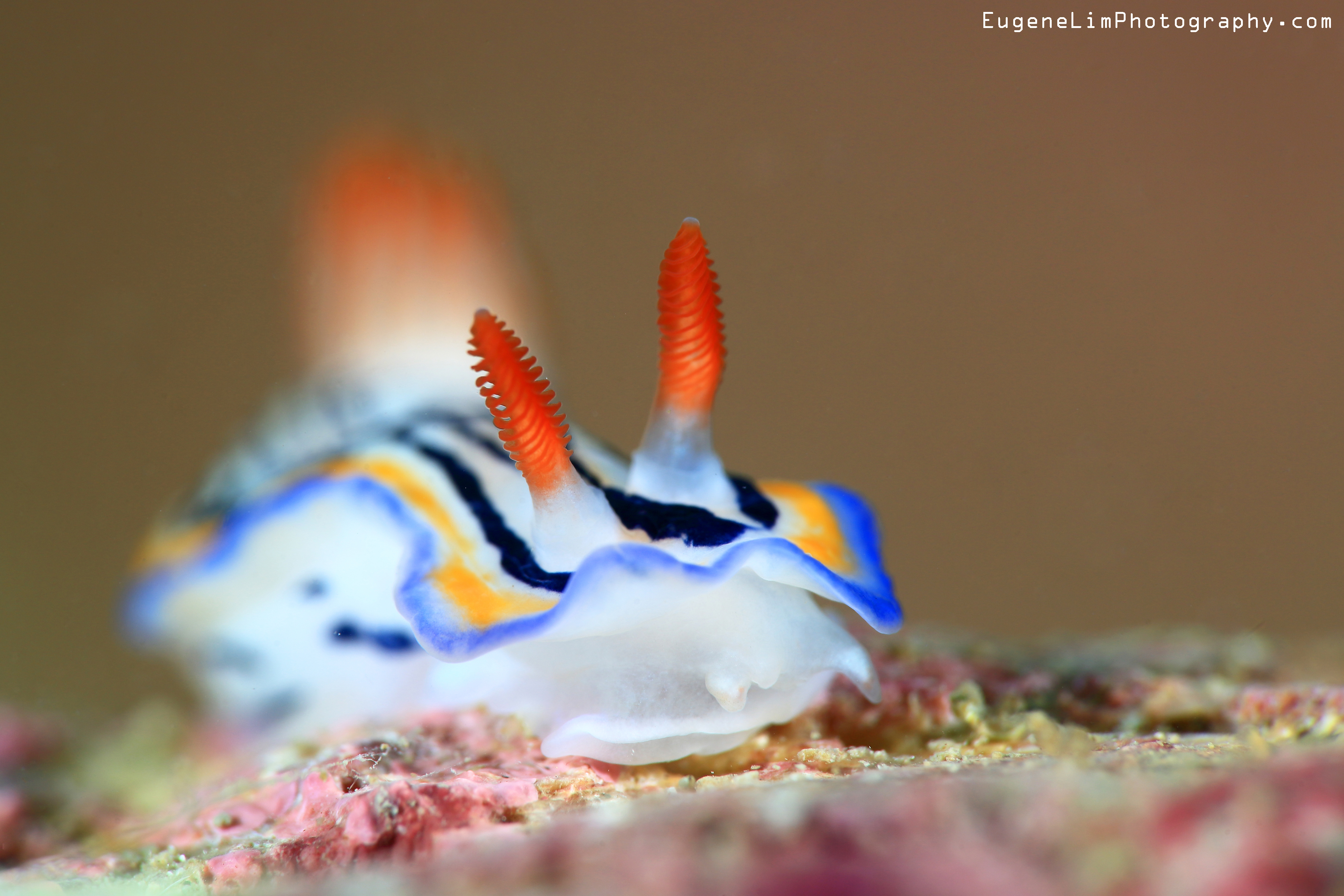
Chromodoris maritima
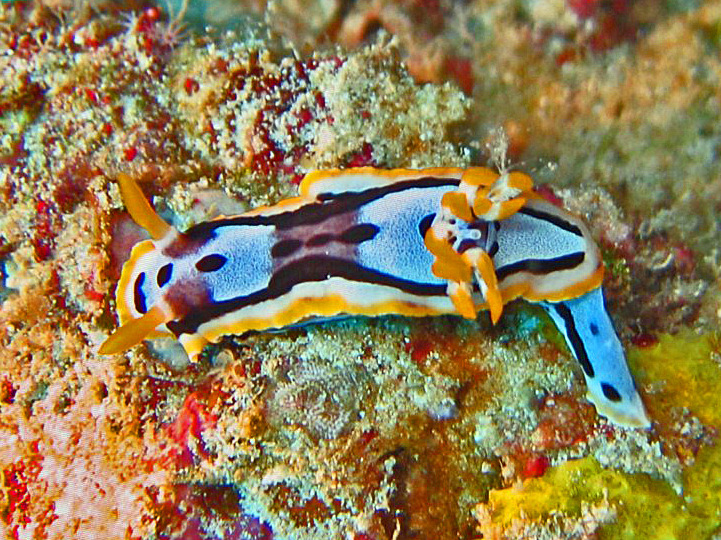
Chromodoris michaeli
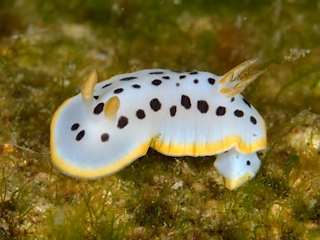
Chromodoris orientalis
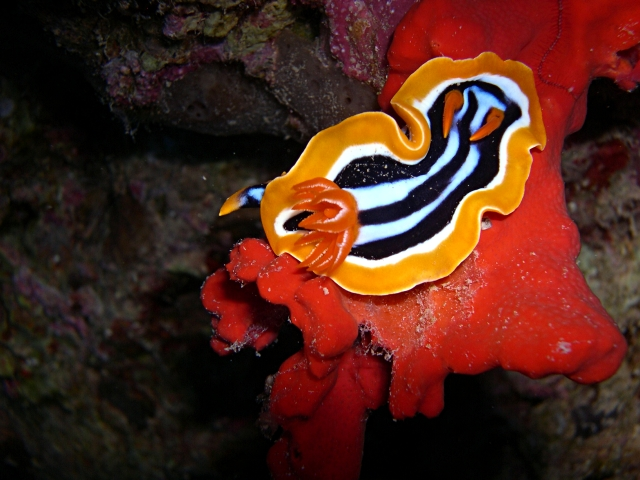
Chromodoris quadricolor
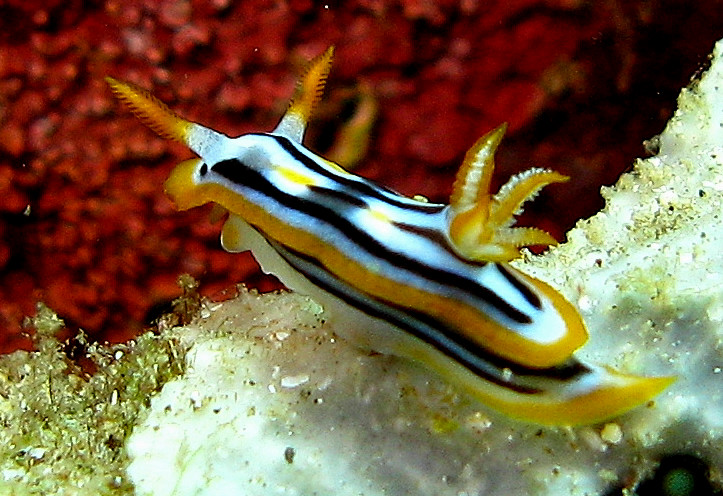
Chromodoris strigata
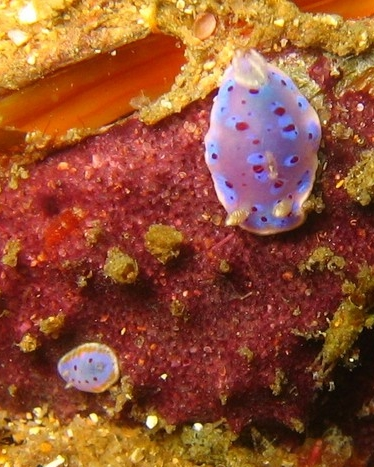
Chromodoris thompsoni
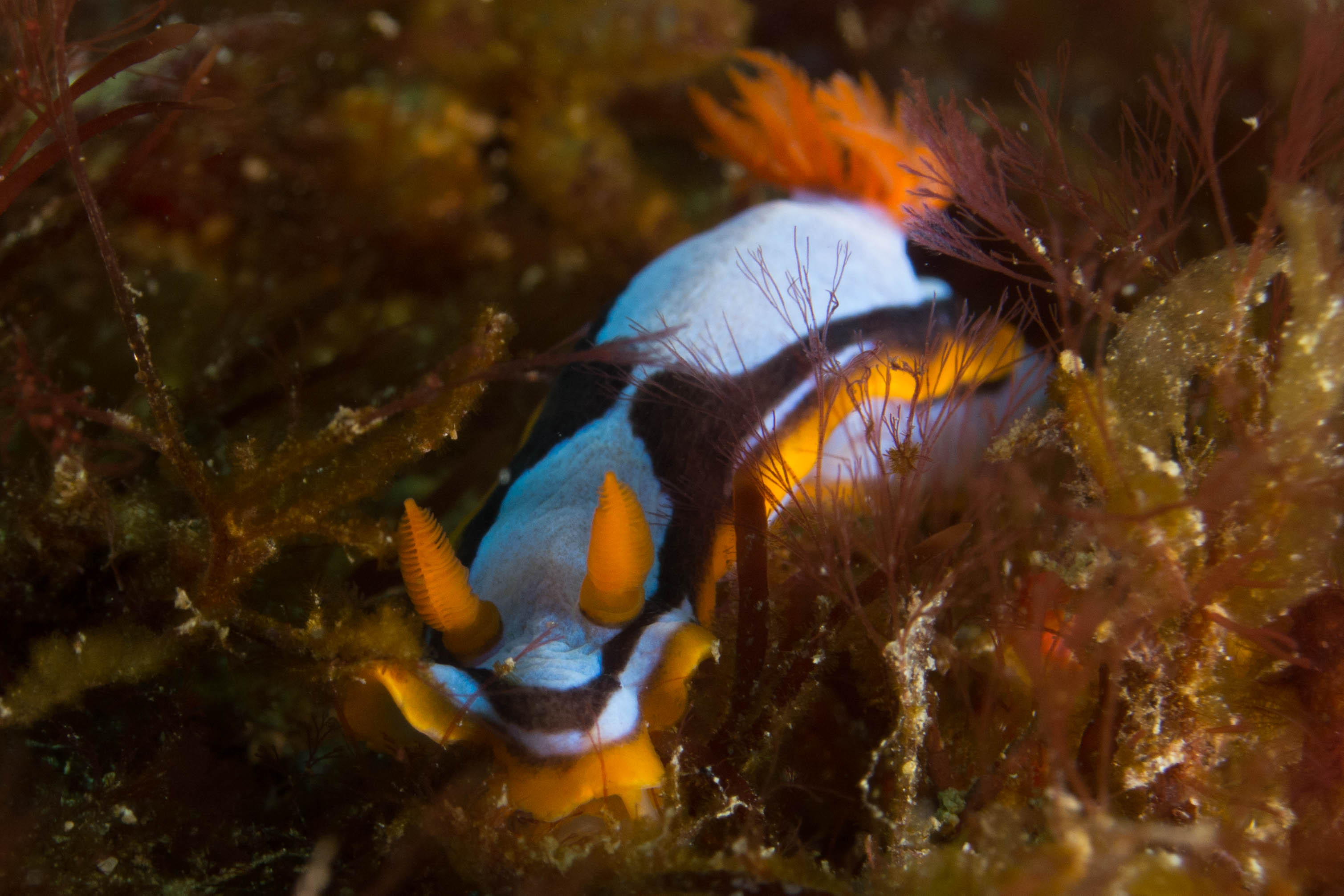
Chromodoris westraliensis
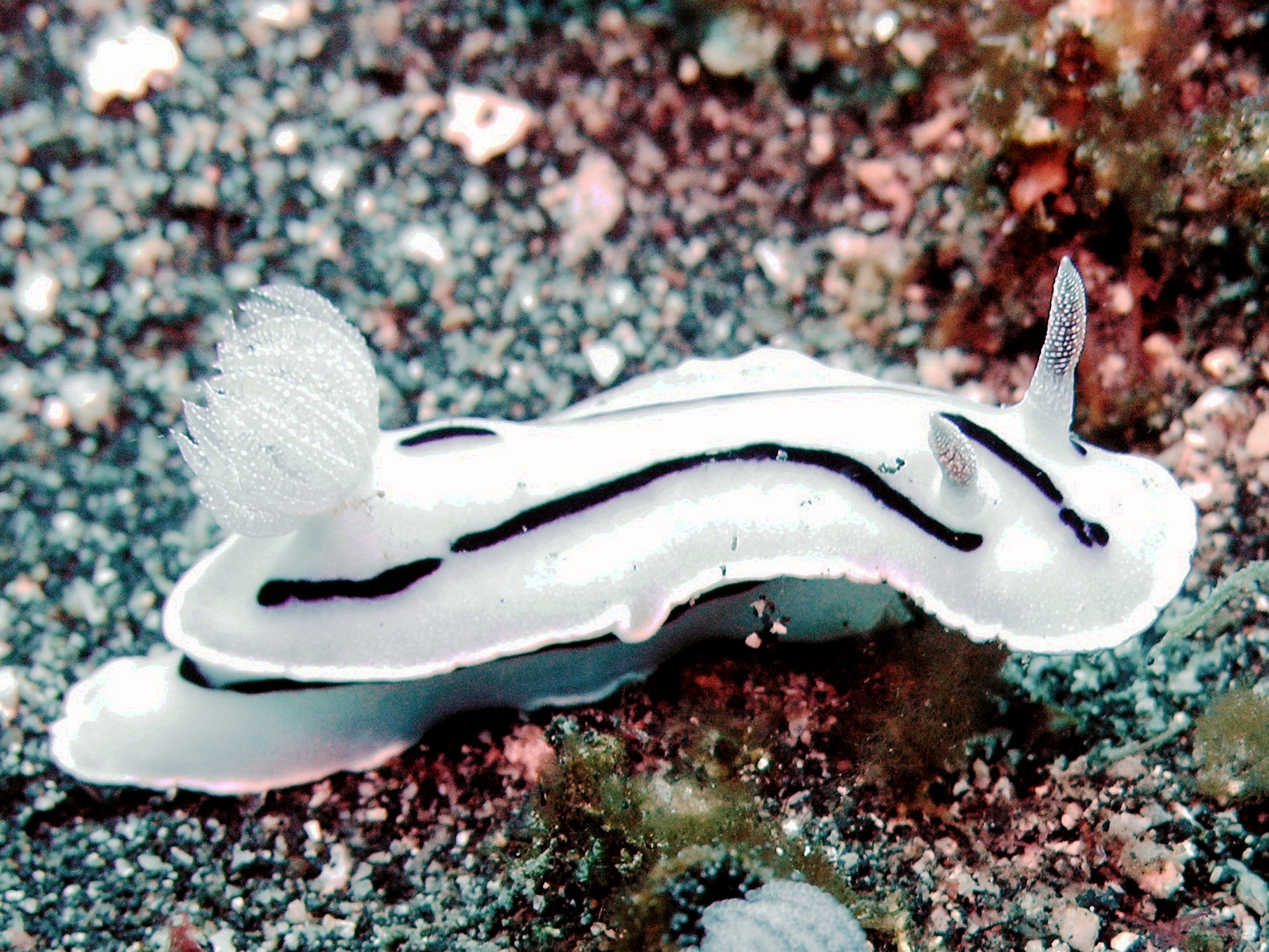
Chromodoris willani

## Classification
Le nom valide complet (avec auteur) de ce taxon est Chromodoris Alder & Hancock, 1855.
Chromodoris a pour synonymes :
- Actinodoris Ehrenberg, 1831
- Doris (Actinodoris) Ehrenberg, 1831
- Glossodoris (Chromodoris) Alder & Hancock, 1855

## Étymologie
Le nom scientifique vient du grec chromo (couleur) et de Doris, d'après la nymphe éponyme. Il s'agit donc de doris aux couleurs vives.

## Publication originale
- Joshua Alder et Albany Hancock, A monograph of the British nudibranchiate Mollusca: with figures of all the species, The Ray Society, 1855, Londres, Part 7, Appendix xvii.